# Poecilostachys bakeri
Poecilostachys bakeri är en gräsart som först beskrevs av Schinz, och fick sitt nu gällande namn av Charles Edward Hubbard. Poecilostachys bakeri ingår i släktet Poecilostachys och familjen gräs. Inga underarter finns listade i Catalogue of Life.